# Гледіс Тантаквіджун
Гледіс Лола Тантаквіджун (15 червня 1899 - 1 листопада 2005) була могеґанською шаманкою, антропологинею, авторкою, членом племінної ради та індіанською старійшиною штату Коннектикут.
Молодою дівчиною її обрали старші жінки для навчання традиційній фармакології та культурі. Вона вивчала антропологію в Університеті Пенсільванії у Франка Спека. Починаючи з 1934 року понад десяти років Тантаквіджун працювала в Бюро у справах індіанців. При цьому, кілька років серед західних корінних американських племен. Разом із батьком та братом у 1931 році вона заснувала індіанський музей «Тантаквіджун» - найстаріший, що знаходився у власності та під управлінням корінних американців.
Вона опублікувала кілька книг про традиційну медицину корінних американців та зцілення рослинами. Роками вона зберігала життєві записи та листування членів племені, що стало невід'ємною частиною їх обґрунтування справи про федеральне визнання, яке могеґани отримали у 1994 році. Того року Тантаквіджун була прийнята до Жіночого залу слави штату Коннектикут.

## Біографія
Гледіс Тантаквіджун була третьою із семи дітей, народжених від батьків-могеґанів, Джона та Гаррієт Філдінг Тантаквіджун. Вони жили на Могеґан-Хілл в Квіннетокеті  Ункасвілль, в Нью-Лондон, штат Коннектикут). Вона була нащадком 10-го покоління вождя могеґанів Ункаса, який був помітним у колоніальну епоху. У культурному вимірі плем'я могеґанів - алгонкінське; лінгвістично воно говорить на одній із багатьох алгонкінських мов.
У дитинстві Гледіс вивчала традиції, вірування та знання у нанусів, шанованих жінок-старших. До п’яти років племенні нануси обрали її для навчання в традиціях культури могеґанів. Однією з її наставників була традиційна мохеган Фіделія Філдінг (1827–1908). Від Фіделії Філдінг вона дізналася, як макіявісуг охороняє цілющі рослини.
Іншою її наставницею була тітка по матері, Нану Емма Філдінг Бейкер (1828-1916). У 1992 році Бейкер було посмертно обрано племенем жінкою племінної медицини могеґанів і внесена до Жіночої зали слави штату Коннектикут за її роботу в галузі освіти та збереження. Гледіс почала вчитися у своєї тітки в 1904 році, спеціалізуючись на традиційній фітотерапії, відвідуючи заняття в місцевих школах.
У 1919 році, у віці 20 років, Тантаквіджун відвідувала Пенсильванський університет для вивчення антропології. Пенсильванський антрополог Френк Спек познайомився з Гледіс ще в дитинстві, коли він працював з її нану Фіделією Філдінг. Коли Гледіс була досить доросла, Спек запросив її вчитися з ним у Пенсьльванському університеті. У своєму будинку в Суортморівіні він облаштував житло для іноземних студентів, записав її на заняття та записав на посаду помічника на місцях, щоб розширити її розуміння культур індіанців. Пізніше Тантаквіджун виконувала польові дослідження, пов'язані з ленапе та іншими східними алгонкінськими племенами. Вона розширила свої знання з традиційної фармакопеї, досліджуючи фітотерапію серед багатьох споріднених племен Східного узбережжя.
З 1934 по 1947 рік, на час прийняття Закону про реорганізацію індіанців та Індіанського нового курсу під керівництвом президента Франкліна Д. Рузвельта, Тантаквіджун розпочала співпрацю з Американським бюро індіанських справ. Її прийняли на роботу в 1934 році згідно із Законом Вілера-Говарда для управління пільгами соціальних служб для індіанців. Спочатку її розподілили до індійськох резервації Янктон Сіу в Південній Дакоті.
У 1938 році Тантаквіджун перейшла до Ради індіанських мистецтв та ремесел, щоб працювати спеціалісткою з корінних мистецтв. Працюючи в Дакотах, Монтані та Вайомінгу, вона допомагала корінним ремісникам зберігати традиційні навички та мистецтва. Крім того, вона допомагала їм створювати кооперативи та інші установи з продажу та управління своїми мистецтвами. Вона розробила способи відтворення племенами своїх культурних практик. За словами історика племен могеґанів Меліси Фосетт, працюючи у федеральній комісії з питань індіанських мистецтв та ремесел, Тантаквіджун допомагала зберігати звичаї, заборонені в ХІХ столітті, такі як Танець привидів і Танець сонця. Частиною роботи Тантаквіджун було заохочення відновлення цих та інших раніше заборонених традиційних практик.

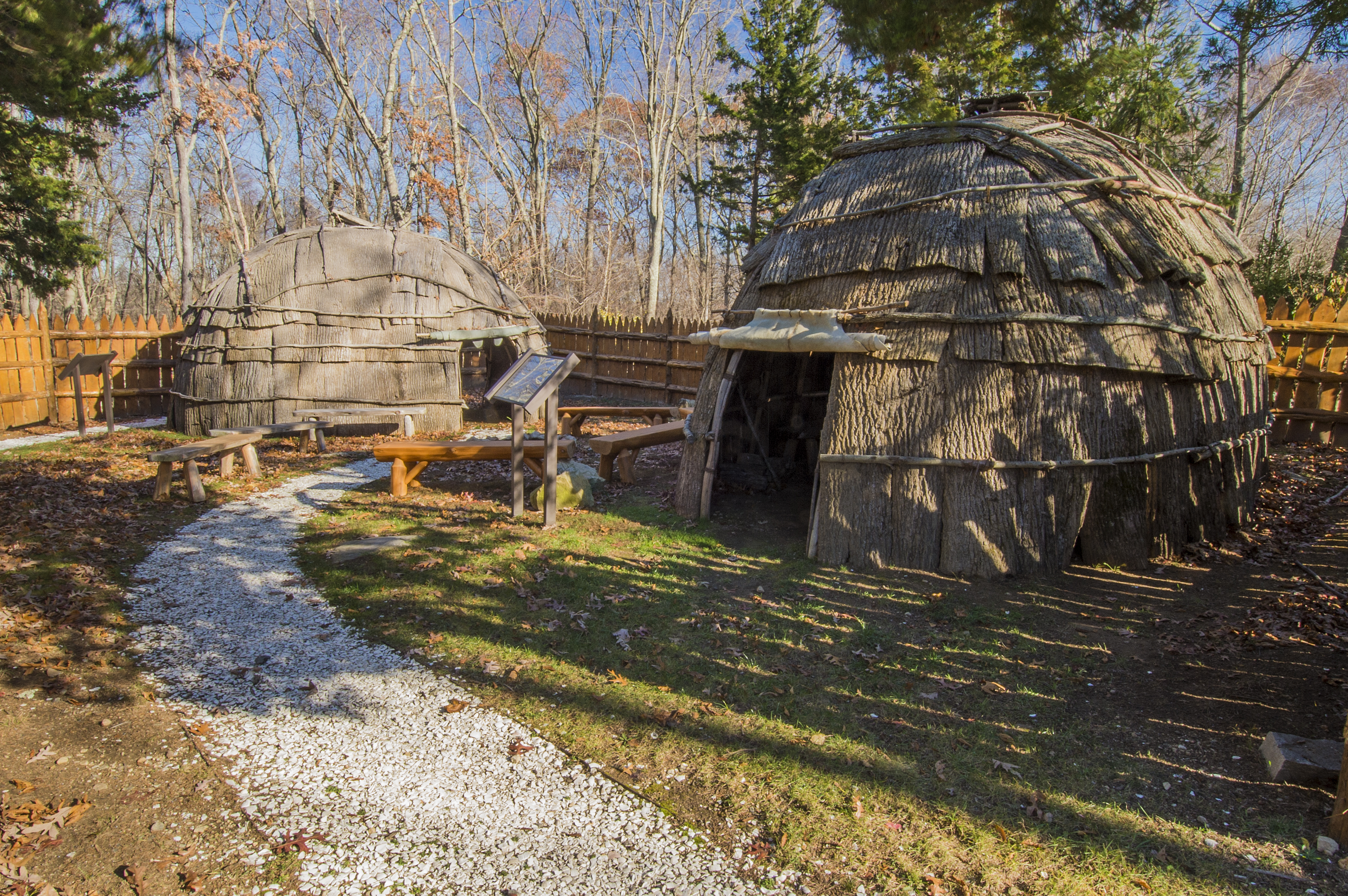
Ця сільська інсталяція є доповненням до Індіанського музею Тантаквіджун

У 1931 році Тантаквіджун працювала разом зі своїм братом Гаррі, колишнім начальником, та батьком Джоном, щоб заснувати Індіанський музей Тантаквіджун. Це найстаріший з таких музеїв, яким володіли та керували корінні американці. Після закінчення урядової служби в 1947 році Тантаквіджун повернулася на Могеґан-Хіллу, Ункасвілль. Наступні 50 років вона працювала в музеї повний робочий день до 1998 р.
Як бібліотекар в Наянтіку, жіночій в'язниці в кінці 1940-х років, Тантаквіджун допомогала жінкам з числа меншин. Протягом 1970-х та 1980-х років вона також працювала в Раді племен могеґанів, заохочуючи збереження та відродження племінних звичаїв та мови.
За своє життя вона опублікувала кілька книг про традиційну фітотерапію. Її найвідоміша праця "Дослідження практики індіанської медицини та народних вірувань в штаті Делавер" (1942) була передрукована в 1972, 1995 і 2000 роках як "Народна медицина індіанців Делаверу та суміжних алгонкійців". У 1992 році вона була обрана жінкою племінної медицини могеґанів.
Тантаквіджун зберігала численні записи та племінну кореспонденцію в коробках під ліжком. Вони виявилися критично важливими як документація для сприяння справі племені щодо федерального визнання. Плем'я довело безперервність спільноти і було визнане федерально визнаним в 1994 році як частина врегулювання, пов'язаного з їхніми претензіями на землі, що входять до сучасного заповідника Могеґан.
Доктор Гледіс Тантаквіджун була пратіткою Меліси Тантаквідджон Зобель, авторки та нинішньої могеґанки-медички.

## Спадщина, нагороди та відзнаки
- Як "видатний зразок для наслідування", Університет Коннектикуту Тантаквіджун була нагороджена "Tiffany Jewel".
- Нагорода «Друг освіти» Коннектикутської освітньої асоціації
- За "послідовні зусилля в галузі соціальної справедливості" від Національної організації жіночих нагород  вона отримала премію Гаррієт Табмену 1996 році.[16]
- Вона отримала почесні докторські ступені в Університеті Коннектикуту (ступінь доктора гуманних наук, 1987 р.) та Єльському університеті (1994 р.).
- У 1994 році її внесли до Жіночої зали слави штату Коннектикут.
- Її 100-річчя з дня народження, 15 червня 1999 р., губернатором Джоноам Г. Роулендом із Коннектикуту було оголошено урядом "Днем танцювальниці Гледіс";[17] і це було відзначено в Конгресі США Семом Гейденсоном.[18]

## Подальше читання
- Fawcett, Melissa Jayne (2000). Medicine Trail: The Life and Lessons of Gladys Tantaquidgeon. Tucson: University of Arizona Press. ISBN 0816520690.
- Turner, Erin, ред. (2009). Gladys Tantaquidgeon 1899–2005. Wise Women: From Pocahontas to Sarah Winnemucca, Remarkable Stories of Native American Trailblazers. Guilford, Conn.: TwoDot. с. 93–103. ISBN 978-0762755387.
- Normen, Elizabeth (29 серпня 2016). Uncasville: Tantaquidgeon Museum. ctexplored.org. Connecticut Explored. Архів оригіналу за 14 квітня 2021. Процитовано 13 березня 2021.

## Зовнішні посилання
- Біографія Гледіс Тантаквіджун [Архівовано 26 січня 2015 у Wayback Machine.], плем'я Мохеган, офіційний вебсайт
- Колекція Гледіс Тантаквіджун [Архівовано 3 грудня 2015 у Wayback Machine.], статті в газеті Хартфорд Курант
- Індійський музей Tantaquidgeon [Архівовано 4 березня 2016 у Wayback Machine.], Управління туризму в штаті Коннектикут
- Gladys Tantaquidgeon. Connecticut Women's Hall of Fame (англ.). Архів оригіналу за 24 лютого 2019. Процитовано 13 березня 2021. - Біографія залученого